# Яблоня
Я́блоня (лат. Mālus) — род листопадных деревьев и кустарников семейства Розовые (Rosaceae) с шаровидными сладкими или кисло-сладкими плодами. Происходит из зон умеренного климата Северного полушария.
В ранних классификациях род относили к трибе Яблоневые (Maleae) подсемейства Сливовые (Prunoideae), по современной системе на основе APG IV промежуточные ранги не поддерживаются, род включён в семейство Розовые (Rosaceae) и насчитывает 46 видов. Наиболее распространена яблоня домашняя или культурная (Malus domestos), к которой относится большинство возделываемых в мире сортов (число которых превышает 10 тысяч), также яблоня сливолистная или китайская (Malus prunifolia) и яблоня низкая (Malus pumila).
Многие виды яблони выращивают в качестве декоративных растений в садах и парках, используют в полезащитном лесоразведении. Все виды — хорошие медоносы. Древесина у яблони плотная, крепкая, легко режется и хорошо полируется; пригодна для токарных и столярных изделий, мелких поделок.

## Название
Русское слово яблоко возникло в результате прибавления протетического начального j- к праслав. *ablъko; последнее образовано с помощью суффикса -ъk- от позднепраиндоевропейской основы *āblu- «яблоко» (к той же основе восходят лит. obuolỹs, латыш. ābols, англ. apple, нем. Apfel, галльск. avallo, др.‑ирл. aball). Данная основа представляет собой регионализм северо-западных индоевропейских языков и восходит, в свою очередь, к общеиндоевропейской основе (реконструируемой как *(a)masl- или как *ŝamlu-). С суффиксом -onь- та же основа дала яблонь (позднейшее яблоня).
Латинские слова mālum ‘яблоко’ и mālus ‘яблоня’ также восходят к пра-и.е. *(a)masl-/*ŝamlu-.

## Ботаническое описание
Деревья с развесистой кроной высотой 2,5—15 м. Ветви — укороченные (плодущие), на которых закладываются цветочные почки, и удлинённые (ростовые). У дикорастущих видов на ветвях имеются колючки.
Листья черешковые, голые или опушённые снизу, с опадающими или остающимися прилистниками.
Цветки собраны в немногоцветковые полузонтиковидные или щитковидные соцветия. Окраска цветков может изменяться от совершенно белой до нежно-розовой и ярко-малиновой. Цветки яблони протогиничны: гинецей созревает раньше андроцея. Опыляются насекомыми.
Плод — яблоко, возникающее из нижней завязи. Гинецей заключён в нижнюю завязь. По мере формирования плода плодолистики становятся хрящеватыми, пергаментными, кожистыми. На разрезе плода чётко видна граница между тканями гипантия и тканями завязи, очерченная окружностью более плотно расположенных клеток и сосудистых пучков.
Формула цветка: {\displaystyle \ast Ca_{5}\;Co_{5}\;A_{(5+5)}\;G_{({\overline {5}})}}.

## Распространение и экология
Всего на территории бывшего СССР известно свыше десяти видов. Из дикорастущих видов в лесах Европейской части и на Кавказе произрастает яблоня лесная (Malus sylvestris); в Малой Азии, Иране, Крыму и на Кавказе — яблоня восточная (Malus orientalis); в Китае, Монголии, Приморском крае, Восточной Сибири — яблоня ягодная (Malus baccata); в лесах Тянь-Шаня — яблоня Недзвецкого (Malus niedzwetzkyana), в окрестностях Алма-Аты — яблоня Сиверса (Malus sieversii), дикий предок многих культурных сортов яблок.

## История разведения
Дикорастущими яблоками предки современного человека питались всегда. Родиной одомашненной яблони является территория современного южного Казахстана и Киргизии (предгорья Алатау), где до сих пор встречается в диком виде яблоня Сиверса, от которой и произошла яблоня домашняя. Предположительно, оттуда во времена Александра Македонского либо во время иных миграций она попала в Европу. По другой версии, это фруктовое дерево первоначально произрастало в районе между Каспийским и Чёрным морями, а уже оттуда было завезено в другие районы мира. Обугленные остатки яблони обнаружены при раскопках доисторических озёрных стоянок Швейцарии; по-видимому, жители Европы хорошо знали яблоню ещё во времена неолита, но одомашнивание её в данной части света произошло значительно позднее.
Колыбелью яблоневодства в Европе была Древняя Греция. Писатели Древнего Рима — Катон, Варрон, Колумелла, Плиний Старший — описывали 36 сортов яблони, выращиваемых в их время. В европейской культуре яблоня быстро заняла важное место. Общеевропейским можно считать мотив «золотых яблок», якобы дарующих бессмертие и вечную молодость и потому часто похищаемых. Даже слово «рай» по-кельтски звучит как Авалон («страна яблок»).
В русских землях культурная яблоня впервые появилась в XI веке в монастырских садах Киевской Руси; так, при Ярославе Мудром (в 1051 году) был заложен яблоневый сад, позже известный как сад Киево-Печерской лавры. В XVI веке яблоня появилась и в северных районах Руси. Для выведения культурных сортов яблони были использованы четыре её вида: яблоня низкая, яблоня лесная, яблоня ягодная и яблоня сливолистная, или китайская.

## Плоды яблони (яблоки)
Размер красных, зелёных или жёлтых шаровидных плодов в зависимости от вида может быть с горошину или достигать 15 см в диаметре.
По времени созревания отличают летние, осенние и зимние сорта, более поздние сорта отличаются хорошей стойкостью.
Плоды содержат яблочную, винную, лимонную и другие органические кислоты, сахара (глюкозу, сахарозу и другие), витамины С, А, В1, каротин, дубильные и пектиновые вещества, микроэлементы (железо, медь), макроэлементы (калий, кальций, магний и другие), эфирное масло, и другие вещества.
Плоды употребляют в свежем виде и в виде сухофруктов; они пригодны также для различных видов переработки: получения соков, компотов, киселей и плодового вина, сидра, приготовления варенья, а благодаря содержанию пектина — джемов, повидла, желе и мусса. Яблоки запекают с сахаром в тесте, приготовляют начинки для пирогов, тортов и пирожных, очень популярны яблочные пироги.
Сушёные яблоки являются хорошим источником легкоусваиваемых сахаров (содержат от 8 до 15 %), микроэлементов (до 0,5 % различных минеральных солей), а в семенах одного среднего плода содержится около суточной нормы йода
Например, яблоки антоновского сорта в 100 граммах при калорийности в 48 ккал содержат: 0,3 г белков, 11,5 г углеводов, 0,02 мг витамина B1, 4,9 мг витамина С, 16 мг кальция и 86 мг калия.
Плоды дикорастущих видов в основном перерабатывают.
Некоторые известные сорта:
- Айдаред
- Антоновка
- Апорт
- Бабушкино
- Гала
- Голден
- Мекинтош
- Папировка (белый налив)
- Ренет
- Слава переможцам
- Фуджи

## Культивирование
Яблони разводят в большинстве областей с умеренным климатом. Среди всех плодовых растений умеренных широт яблоне принадлежит первое место по площади посадок и по урожаям. Немало сортов яблонь дают урожай по тонне плодов с одного дерева и выше.
В современных садах практически все яблони состоят из двух компонентов: подвоя (корневая система и корневая шейка) и сращённого с ним посредством прививки или окулировки сортового привоя (штамб и крона). При закладке современных интенсивных садов с высотой деревьев 2-3 метра, используются карликовые и полукарликовые клоновые подвои яблони.
Коммерческие сады размещены в местах, где не бывает экстремальных температур, почвы плодородны и достаточно воды для полива. Главные мировые производители плодов — Германия, Италия, Франция, Испания, Китай, Япония, США, Канада, Аргентина, Чили, Австралия, Новая Зеландия и ЮАР. Примерно половина продаваемых яблок приходится на сорта «Delicious» и «Golden Delicious», которые наиболее распространены в США. Оба этих сорта могут расти в широком диапазоне условий.
В садах средней полосы России выращивают: ранние «Китайка золотая» (мичуринский сорт), «Грушовка московская» (старинный вид), «Папировка» или «Белый налив» (отличается особенно сладким и крепким плодом); осенние «Коричное полосатое» (плод хорошо сохраняет форму в варенье), «Анисы» (старинные русские сорта), «Бельфлёр-китайка» (мичуринский десертный, лучший среди осенних сортов); а наиболее популярен зимний — «Антоновка» (старинный русский сорт хороший свежим, для любой переработки и хранения плодом).
В садах южной полосы выделяются: устойчивыми к хранению плодами сорт — «Розмарин», ароматный десертный «Белый зимний кальвиль»; многочисленные ренеты: «Бумажный ренет», «Красный шафран», «Полосатый шафран»; синапы: «Кандиль-синап», «Сары-синап»; «Апорт» (особенно качественный алма-атинский).

### Вредители
- Калифорнийская щитовка
- Фиолетовая щитовка
- Яблонная запятовидная щитовка
- Яблонная медяница
- Яблонная плодожорка
- Яблонная тля
- Яблонная фолия (Folia mali)
- Яблонный цветоед
- Яблонная моль

## Классификация

### Таксономия
- Malus Mill., 1754, Gard. Dict. Abr., ed. 4. 2

Род Яблоня включается в семейство Розовые (Rosaceae) порядка Розоцветные (Rosales), последовательно входящего в более крупные клады Фабиды → Розиды → Суперрозиды → Эвдикоты → Цветковые растения. Таксономическая схема в соответствии с Системой APG IV по состоянию на июнь 2024 года:
|  |                          |  |                                   |                                   |                   |  | ещё 8 семейств |               |               |                                                            |
|  |                          |  |                                   |                                   |                   |  |                |               |               | 44 подтверждённых вида* и 171 вид, ожидающий подтверждения |
|  |                          |  |                                   | порядок Розоцветные               |                   |  |                |               | род Яблоня    |                                                            |
|  |                          |  |                                   | порядок Розоцветные               |                   |  |                |               | род Яблоня    |                                                            |
|  | клада Цветковые растения |  |                                   |                                   | семейство Розовые |  |                |               |               |                                                            |
|  | клада Цветковые растения |  |                                   |                                   |                   |  |                |               |               |                                                            |
|  |                          |  | ещё 63 порядка цветковых растений | ещё 63 порядка цветковых растений |                   |  |                | ещё 116 родов | ещё 116 родов |                                                            |
|  |                          |  |                                   | ещё 63 порядка цветковых растений |                   |  |                |               | ещё 116 родов |                                                            |

* — два вида из 46, перечисленных в источнике, являются синонимичными с различным написанием названия.

### Виды
- Malus × purpurea (A.Barbier) Rehder
- Malus × robusta (Carrière) Rehder
- Malus × soulardii (L.H.Bailey) Britton
- Malus × spectabilis (Sol.) Borkh.
- Malus × zumi (Matsum.) Rehder — Яблоня Цуми
- Malus angustifolia (Aiton) Michx.
- Malus asiatica Nakai — Яблоня азиатская
- Malus baccata (L.) Borkh. — Яблоня ягодная
- Malus coronaria (L.) Mill. — Яблоня венечная
- Malus crescimannoi Raimondo
- Malus daochengensis C.L.Li
- Malus dawsoniana Rehder
- Malus domestica (Suckow) Borkh. — Яблоня домашняя
- Malus floribunda Siebold ex Van Houtte — Яблоня обильноцветущая
- Malus fusca (Raf.) C.K.Schneid. — Яблоня бурая
- Malus halliana Koehne — Яблоня Холла
- Malus honanensis Rehder — Яблоня хайнаньская
- Malus hupehensis (Pamp.) Rehder — Яблоня хубейская
- Malus ioensis (Alph.Wood) Britton
- Malus jinxianensis J.Q.Deng & J.Y.Hong
- Malus kaido (Wenz.) Pardé
- Malus kansuensis (Batalin) C.K.Schneid. — Яблоня ганьсуйская
- Malus komarovii (Sarg.) Rehder — Яблоня Комарова
- Malus leiocalyca S.Z.Huang
- Malus mandshurica (Maxim.) Kom. ex Juz. — Яблоня маньчжурская
- Malus micromalus Makino
- Malus muliensis T.C.Ku
- Malus ombrophila Hand.-Mazz.
- Malus orientalis Uglitzk. ex Juz. — Яблоня восточная
- Malus platycarpa Rehder — Яблоня плоскоплодная
- Malus prattii (Hemsl.) C.K.Schneid. — Яблоня Пратта
- Malus prunifolia (Willd.) Borkh. — Яблоня сливолистная
- Malus rockii Rehder — Яблоня Рока
- Malus sikkimensis (Wenz.) Koehne ex C.K.Schneid. — Яблоня сиккеменская
- Malus spectabilis (Aiton) Borkh. — Яблоня замечательная
- Malus spontanea (Makino) Makino
- Malus sublobata (Dippel) Rehder
- Malus sylvestris (L.) Mill. typus[18] — Яблоня лесная
- Malus toringo (Siebold) de Vriese
- Malus toringoides (Rehder) Hughes — Яблоня торинговидная
- Malus transitoria (Batalin) C.K.Schneid. — Яблоня транзиторская
- Malus turkmenorum Juz. & Popov — Яблоня туркменов
- Malus yunnanensis (Franch.) C.K.Schneid. — Яблоня юньнаньская
- Malus zhaojiaoensis N.G.Jiang

## Гибридные роды
Гибридные роды с участием представителей рода Яблоня:
- ×Malosorbus — Малосорбус (= Sorbus × Malus). Яблоне-рябиновые межродовые гибриды
- ×Marus — Марюс (= Pyrus × Malus). Яблоне-грушевые межродовые гибриды
- ×Malonia — Малония (= Cydonia × Malus). Яблоне-айвовые межродовые гибриды